# Peckolus poenskopius
Peckolus poenskopius är en skalbaggsart som beskrevs av Deschodt och Clarke H. Scholtz 2008. Peckolus poenskopius ingår i släktet Peckolus och familjen bladhorningar. Inga underarter finns listade i Catalogue of Life.